# Скворцов, Кирилл Федотович
Кирилл Федотович Скворцов (4 июня 1902 — 4 февраля 1945) — советский военнослужащий, участник Великой Отечественной войны, Герой Советского Союза, командир 266-го гвардейского армейского истребительно-противотанкового артиллерийского полка 8-й гвардейской армии 1-го Белорусского фронта, гвардии подполковник.

## Биография
Родился 4 июня 1902 года в деревне Кривка (ныне Велижского района Смоленской области). Окончил Кривскую начальную школу.
В 1920 году добровольцем ушёл в Красную Армию. Сражался на фронтах гражданской войны. После разгрома врага остался на сверхсрочную службу. В армии в 1929 году вступил в ВКП(б). В 1931 году окончил Московскую артиллерийскую школу и был назначен командиром взвода. Когда началась Великая Отечественная война, капитан Скворцов служил начальником артиллерии 142-го стрелкового полка 5-й стрелковой дивизии на западной границе.
Участник боёв с захватчиками с первого дня. С тяжёлыми боями отступал на восток, был ранен, попал в плен. Зимой 1942 года во время контрнаступления советских войск под Москвой в числе других военнопленных был освобождён частями Калининского фронта. Прошёл проверку в лагере НКВД под Суздалем. Вернулся на фронт, когда ожесточенные бои шли у стен Сталинграда. В феврале 1944 года майор Скворцов принял командование 266-м гвардейским армейским истребительно-противотанковым артиллерийским полком. Полк под командованием Скворцова участвовал в прорыве долговременной обороны противника под Никополем, освобождал от захватчиков Украину, Белоруссию, Польшу. Гвардии подполковник Скворцов особо отличился в ходе Висло-Одерской операции.
14 января 1945 года полк под его командованием участвовал в прорыве глубоко эшелонированной обороны противника на магнушевском плацдарме. Артиллеристы Скворцова непосредственно сопровождали пехотные подразделения. Только за период с 14 по 20 января 1945 года огнём своих орудий он уничтожил 6 бронетранспортёров, 72 пулемёта, 26 орудий, 18 миномётов.
В бою за город Познань командир полка умело руководил огнём подразделений. В уличных боях его орудия двигались вместе с штурмовыми отрядами, уничтожали огневые точки и отбивали контратаки противника. За один день боёв 28 января 1945 года полк Скворцова отразил две ожесточенные контратаки противников численностью до пехотного полка, поддержанные 13 танками и самоходными орудиями. Артиллеристы уничтожили 8 самоходных орудий, 2 бронетранспортёра, 2 танка «тигр» и до батальона живой силы противника.

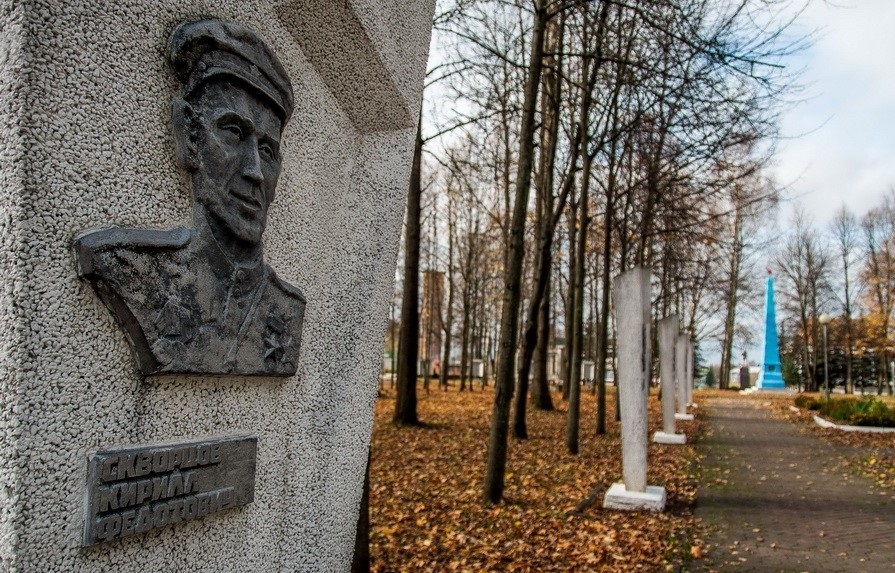
Памятник К. Ф. Скворцову в Велиже

3 февраля полк вышел к реке Одер южнее города Кюстрин и сходу начал форсирование водной преграды. Часть орудий переправилась на западный берег, оставшиеся на восточном берегу расчёты огнём способствовали переправе других частей. 4 февраля во время авиационного налёта гвардии подполковник Скворцов был тяжело ранен и вскоре скончался. Похоронен в городе Зоненбург (ныне Слоньск, Польша).
Указом Президиума Верховного Совета СССР от 24 марта 1945 года за образцовое выполнение заданий командования и проявленные мужество и героизм в боях с немецко-вражескими захватчиками гвардии подполковнику Скворцову Кириллу Федотовичу присвоено звание Героя Советского Союза посмертно.
Награждён орденом Ленина, двумя орденами Красного Знамени, орденами Александра Невского, Отечественной войны 1-й степени, Красной Звезды.